# Бахрам Радан
Бахрам Радан (перс. ‎بهرام رادان; Техеран, 28. априла 1979) је познати ирански глумац и певач.

## Биографија
Док је студирао менаџмент на универзитету, Радан се пријавио на курсеве глуме на којима су га открили као талента. Први пут је направио паузу када је добио прилику да игра своју прву улогу у филму Страст љубави. Филм је постигао велики успех на иранском тржишту. Био је то један од најбољих филмова 2000. године. Изузетна популарност Радана довела је до забране његових слика на постерима, од стране иранских власти 2008. године. Његова изузетна популарност сведочи о томе да је на Западу познат као Бред Пит Блиског истока.
Године 2012. почео је са музиком и објавио свој први албум, The Other Side.

## ПодршкаЛГБТзаједници
У јуну 2015. године Радан је путем друштвене мреже Твитер пружио подршку одлуци Врховног суда САД-а о легализацији истополних бракова. Након што је оштро критикован од стране медије блиских иранском режимом, био је присиљен избрисати твит, те се због своје подршке ЛГБТ-у том приликом морао јавно извини јавности. Иако британски лист Гардијан није могао да потврди тврдњу, ирански медији су известили да је Радан позван на испитивање у Министарство културе и исламске упуте, које пре објављивања филмова и културних материјала проверава филмове и културне материјале у тој земљи.

## Филмографија
| Година | Изворни назив       | Улога           |
| ------ | ------------------- | --------------- |
| 1999.  | Shoor-e Eshgh       | Kian            |
| 2000.  | Abi                 | Arastoo         |
| 2000.  | Saghi               | Reza Tehrani    |
| 2000.  | Avaz-e Ghoo         | Peyman Fadayi   |
| 2002.  | Roz-e Zard          | Davood          |
| 2002.  | Atash               | Ashkan          |
| 2003.  | Gav khuni           | Khashayar       |
| 2003.  | Shami Dar Bad       | Farzin          |
| 2003.  | Sarbaz-haye Jom'e   | Asef            |
| 2004.  | Gilaneh             | Esmaeel         |
| 2004.  | Rastgari dar 8:20   | Taha Rahmani    |
| 2004.  | Tah-e Donya         | Наратор у филму |
| 2004.  | Ezdevaj-e Soorati   | Arian           |
| 2005.  | Hokm                | Sahand          |
| 2006.  | Taghato             | Pedram          |
| 2006.  | Khoon bazi          | Arash           |
| 2006.  | Santouri            | Ali Bolourchi   |
| 2007.  | Chahar Angoshti     | Foad            |
| 2007.  | Kanan               | Ali             |
| 2008.  | Bi Pooli            | Iraj            |
| 2008.  | Zadbum              |                 |
| 2008.  | Tardid              | Siavash         |
| 2009.  | Tehran 1500         | Javad           |
| 2009.  | Karnavale Marg      |                 |
| 2010.  | Yeki Az Ma Do Nafar | Babak Saman     |
| 2010.  | Adamkosh            | Maziar          |
| 2011.  | Rahe Abiye Abrisham | Shazan          |
| 2012.  | Pole Choubi         | Amir            |
| 2013.  | Naghsh-o Negar      |                 |
| 2013.  | Tragedy             |                 |
| 2014.  | Atash Bas 2         | Khosro          |
| 2014.  | Asre Yakhbandan     |                 |
| 2015.  | Hekayate Asheghi    | Ali             |
| 2016.  | Polaris             | Poorya          |
| 2016.  | Barcode             | Hamed           |